# 足圧
足圧（あしあつ、そくあつ）とは、足を使用したマッサージ、足を使ってからだ全身をもみほぐすマッサージである。（特許庁審査官）
1987年より整体業を営む良知氏（良知善治朗）が、代々家系で継承されてきた技術を体系化し、「足圧」と称した。
1996年発刊、社交ダンス業界誌「ダンスワールド」No.6　No.7にて、足圧波動法として紹介したのが始まり。
道具を使わず足を用い、筋、骨、関節、神経、血管、リンパ、経絡、経穴に導引、解放し身体を矯正し回復させていく整体術。
具体的には、足の面を体表に当て、関節に対して細やかな運動（波動圧）をくり返し、緊張した関節部分を動くように回復させ、痛みを軽減し骨格を正常な位置へ矯正し修復していく（足圧技関節モビリゼーション）
足圧は、血流の改善や疲労回復、自律神経系の調整、免疫能力の活性化、鎮痛作用、筋緊張の緩和といった様々な作用・効果があり、健康管理や疲労回復を目的として古くより親しまれてきた。

## 歴史
足圧（アシアツ、ソクアツ、Ashiatsu）の始まりは、戦国大名・今川氏真が発展させた古武術、今川療術 に遡る。その昔、良知家は 四之宮の姓でもあり 良知の姓でもあり、すなわち武将今川氏の家臣であった 。この良知家の本流は、現在も第31代まで続いている。また、静岡県立中央図書館に収蔵されている歴史文献「駿国雑志」によると、良知家は徳川家康と非常に親しい間柄であったという記述も見られる。
戦国時代に医療という名はなく、内科的・外科的以外の病を癒して治療する手技と足技は、今でいう整体の類の療術に等しく、こうした民間医療が当時の治療行為の中心であった。すなわち、相手を殺めるための武術とは表裏一体の関係として、身体を治癒するための活法として今川療術は磨かれた。戦国時代といえば、片時も戦であり、刀剣を手放すことは死と同義となるが、そうした世界観にも馴染む足技の療法は一貫した規範意識を尊ぶ武家の間で重宝されてきた。今川家は滅亡の道を辿ったが、家臣であった四之宮氏は「良知」と改姓し、その後、新たな土地で農業を営みながら療術を家系内で伝承し、現代の足圧療法へ続く技の系譜は残された。口伝では、戦の時代が終わると、技の継承者はいつしか刀や槍を置き、代わりに竹棒を技の象徴に構え、足圧の礎となる今川療術は今日まで代々継承されたと語り継がれている。
足圧を創始した良知善治朗は、幼少5歳から父（良知弘治）に今川療術を伝授され、足技の基盤を学び父とともに施療に励みながら成長した。父・弘治氏は幼い頃の事故で左手の母指の自由が利かなかったたものの、工夫を重ねながら活・軸圧矯正・絞りのような手技と足技を駆使して、地域では「足と手の弘治先生」として親しまれる有名な施療師であった。さらに母・喜代栄は、静と玄を基軸とした施術を行い、村長だった父・福留駒吉と母・千鶴から受け継いだ特に「玄」（現代でいう“氣”に近い概念）を活用した独自の技術を身に付けていた。喜代枝は高知県の自然豊かな地で育ち、その環境の中で養った「自然の力」を施術に活かすことで、特に子供の癇の虫や原因不明の体調不良に優れた改善効果を発揮した。善治朗氏も彼女と共に自然の中で修行を重ねてその力を養い、この経験が「動から静、静から動」という足圧療法の極意を醸成することになった。
当時、良知家の足技療術には「足圧」という呼称はなく、主に蹴打（正中軸圧蹴打）、蹴圧、蹴波、蹴動という技法で呼ばれ、手療術については絞り、骨入れ、震圧、柔圧という名で施されていた。こうした療術を父から継承した良知善治朗は、東洋医学や整体の知識を取り入れながら足圧療法を洗練し、より現代的な技術体系を構築。1987年には、足による波動圧を駆使した足療術、足圧波動法の完成に至る。ここに、古より伝わる今川療術を起源として「足圧（アシアツ、ソクアツ）」の名を冠する技が世に誕生した。

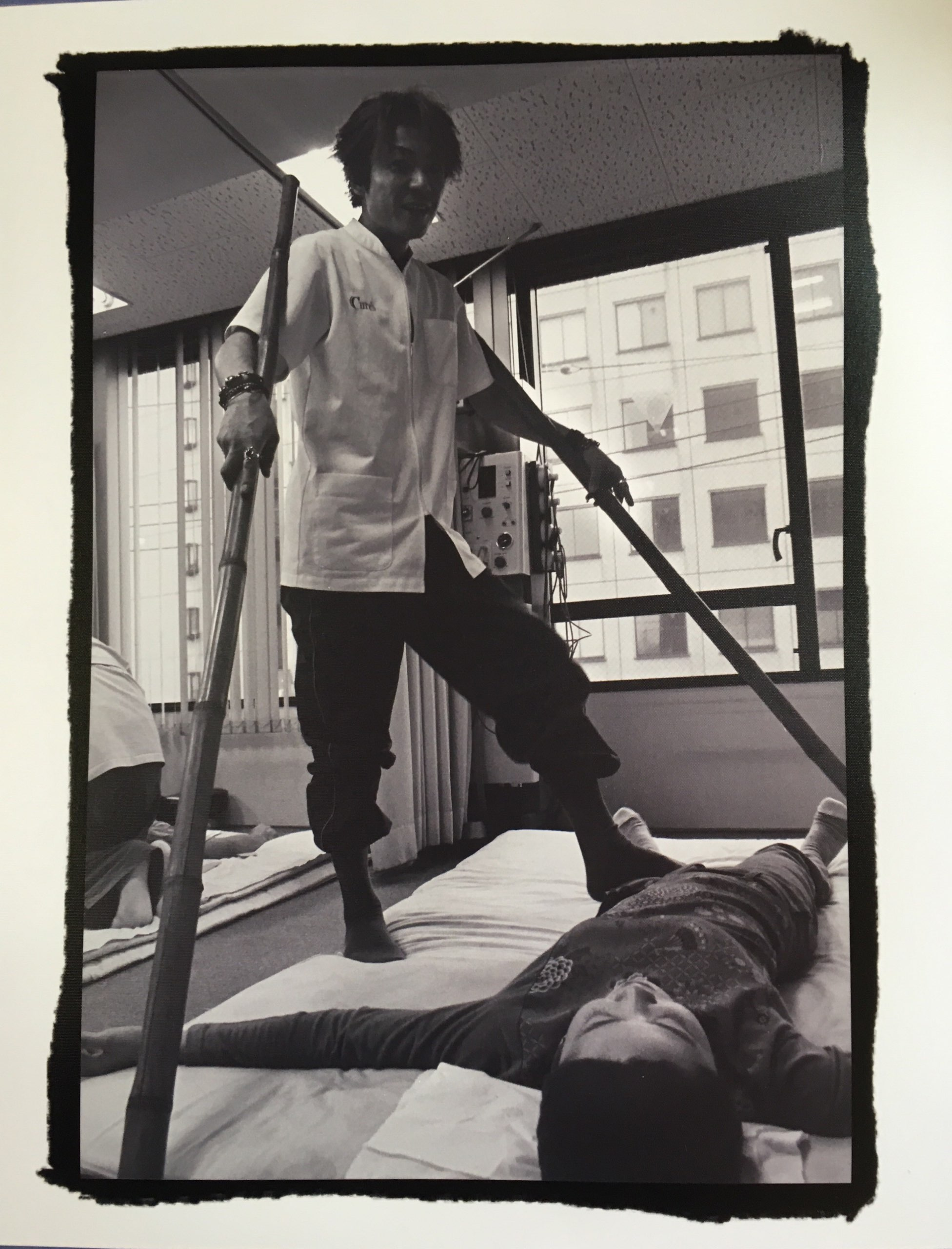
2000年頃、東京目黒にて足圧波動法を施す良知善治朗

山梨竜王町に整体院を開業した約1年後の1988年、善治朗は静岡の鷹匠にて足圧の施術者養成のための足圧道場を開設し、同じ地に足圧の療術院を移転開業した。1998年には法人化（有限会社Cure’s）を機に本部を東京目黒に切り替え、今日に至るまで足圧宗家として足圧を主体とする施術提供やその技術指導を実践している。

### 四之宮家の影響
江戸時代、四之宮静衛という医師が東洋医学の経絡やツボ理論を取り入れ、足圧療法を新たな方向性へと導いた。良知家と四之宮家には直接的な系譜のつながりがあり、それぞれ独自の哲学と手法を持ちながらも、それぞれの施療術が発展する過程で相互に影響を与え合った。

### 良知善治朗の功績
足圧宗家の良知善治朗が日々の鍛錬を通じて体得して確立した足圧療法は、「自然治癒力を高める」「人間の身体は心と一体」という「足圧の智慧」に基づいた理念に則り、身体全体の澱みなき調和を重視したもの。その技術は、血流促進や筋肉の緩和にとどまらず、神経系や骨格の調整まで包括的に対応し、現代社会における健康維持・増進に寄与する役割を担っている。

## 技術体系
足圧は、足を用いて筋肉や関節に圧力を加え、身体の深部に働きかける日本発祥の独自の施術法。リラクゼーションにとどまらず、身体の根本的な不調を改善する治療的な効果を持つのが特徴である。筋肉や関節、神経、血流、リンパの流れ、さらには経絡（けいらく）にまでアプローチし、身体全体の回復と矯正を促す。

### 足技と手技の融合
足圧療法の真髄は、「身体の声を聞く」ことにある。その技術体系は、足技と手技を融合させた独自のアプローチによって成立する。
足技：施術者が足裏を使い、体重を調整しながら筋肉や関節を的確に圧迫。波動や螺旋の動きを取り入れ、深層組織まで効果的に施術を行う。
手技：経絡やツボを的確に刺激する「深部念圧術」、「振顫療術」、「絞り」を用いて、身体のバランスを整える。特に「体軸活法矯正術」は骨盤や脊椎の歪みを調整し、身体全体の軸の正常化をもたらす。

### 足圧に用いる竹棒
足圧における竹棒の役割
足圧施術において、竹棒は施術者の身体を支える補助具として不可欠な役割を担います。この道具は、元来棒術で用いられるカシ製の六尺棒が使われていましたが、1988年（昭和63年）に良知善治朗氏によって、より軽量かつ耐久性に優れた竹が採用されるに至りました。
特に良知式足圧においては、2本の竹棒を使用することが特徴です。竹棒の適切な長さは、施術者自身の身長に約10cmを加えた寸法が目安とされます。竹棒は、施術者が体幹の重心移動を円滑に行い、足底から加える圧を自在かつ効率的に対象部位へ集約させる上で極めて重要です。これにより、施術者は安定した体勢を保持しつつ、繊細な圧の微調整を可能にし、施術効果の最大化に貢献します。
しかしながら、竹棒はあくまで技術補完的なツールであり、施術者自身の体幹の安定性と、それを高精度に制御する能力が根源的に求められることに変わりはありません。竹棒は、これらの高度な技術を補助し、施術の質を一層向上させるための手段として活用されています。

### 良知式の独自性
良知家が確立した足圧療法は、以下の特徴を備える。
・波動法：身体深部に振動を伝え、筋肉を緩める技術。
・螺旋圧法：螺旋状の動きで経絡を刺激し、エネルギーの流れを改善する技術。
・軸矯正術：骨盤や脊椎の歪みを調整し、全身のバランスを回復する技術。

### 今川式と四之宮式の融合
足圧療法の技術は、戦国時代の今川氏真による「動的な足技」と、四ノ宮静衛が体系化した「静的な手技」の融合により発展を遂げた。
今川式：ダイナミックな足技で筋肉の緊張を解き、身体の深層にまで刺激を与える。
四之宮式：経絡やツボに精密な圧力を加え、身体のバランスを整える。
これらを礎として、良知善治朗氏により独自の「体幹活力」と「波動」や「螺旋」の理論が既存技術に取り入れられることで、現代社会のニーズに適応する施術法が確立された。

### 足圧療法の意義と哲学
根本からの治療：足圧療法は、症状の原因に直接働きかけることで根本的な改善を試行する。肩こりや腰痛、慢性疲労など、現代人が抱える幅広い身体の問題に対処する施術ノウハウを備えている。
心身の調和：施術後には、血流やリンパの流れが促され、身体の緊張が緩和すると同時に心身のエネルギーが蘇ることで、ホリスティックな調和がもたらされる。その効果は、良知家に伝承されてきた根本改善の哲学と高水準の技術に裏打ちされている。

### 技術的特徴と効果
足圧療法は、竹の棒を両手で持ち、足のみで施術を行う点が最大の特徴。特に「波動圧」は筋肉や関節に細やかな動きを加えることで以下のような効果を生み出す。
・血流とリンパの流れの促進
・筋緊張の緩和
・自律神経系の調整
・免疫力の向上
・慢性的な痛みの緩和

## 良知家
「良知家（良知氏）」は、遠江国榛原郡四之宮村（現在の静岡県牧之原市）に位置していた一族。この家はもともと「四之宮」という氏で知られ、戦国武将今川氏に仕える一族だった。しかし、今川氏が滅亡した後は「良知」と改姓して帰農したとされる。

### 四之宮氏から改姓
四之宮氏から良知への改姓は、帰農した際に行われたもので、家名の存続を意味していた。「良知」には、良い心、良心、良い判断力という意味が込められ、その由来は、彼らが農業を営む一族として、良い判断を行い、地域社会に貢献することを願ったものとされている。また、良知という姓は、「己を良く知り、誰であるか忘れることなかれ」の信念を表すと語り継がれている（https://cures-rachi.jp/足圧/足圧波動法の成り立ち（足圧宗家の発祥)/足圧波動法の成り立ち、2010年5月5日）。
改姓後の「良知家」は、農業を中心に暮らし、その良心とともに地域社会の発展に寄与した一族だった。彼らの改姓と帰農の歴史は、戦乱を経て長き平和を享受した江戸時代の日本社会の一端を示している。

## 足圧宗家の役割
足圧宗家は、足圧技術の保存と普及を使命とする。認定制度や指導を通じて、足圧療法の品質と正統性を保証するほか、足圧道場を拠点に専門家の育成や一般への普及啓発活動に取り組み、伝統を次世代へ確実に伝え広める役割を担っている。

## 世界各国の足を用いた施術法
足圧以外にも、世界各地で足を使用した伝統的な施術法が見られ、以下のような４ジャンルが今日まで伝えられている。ただし、足圧とは異なり、いずれも治療に特化している施術法ではない。
- 南インド ウリチル： 南インド武術（カラリパヤット）から派生したとされる足によるオイルトリートメント。特にアーユルヴェーダと結びついた技法として知られる。
- 仏教 楽健法：日本発祥の伝統的な手法で、下僧が足を使って体をほぐし合っていたのがルーツと伝えられる。今日では、心身のリラクゼーションを促す施術法として一部で取り入れられている。

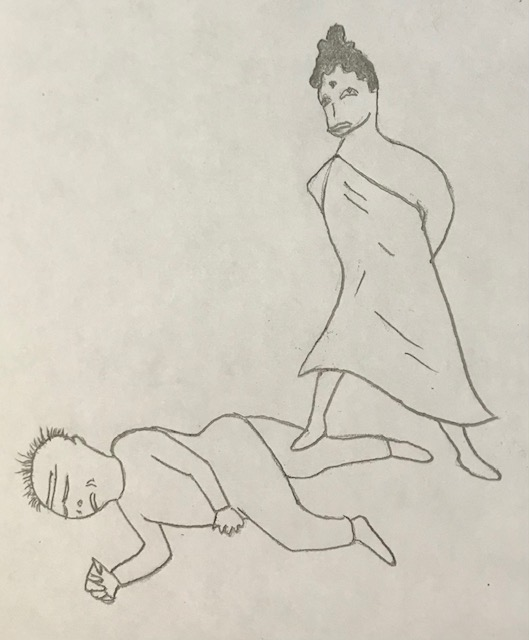
楽健法のイメージ

- 台湾・アジア圏：天井に設置した棒などから吊り下がり、施術者がクライアントの体の上を歩くスタイルが特徴。深い圧をかける技術が多く普及しているものの、施術目的はリラクゼーションに特化している。
- ハワイ Kua Lua：

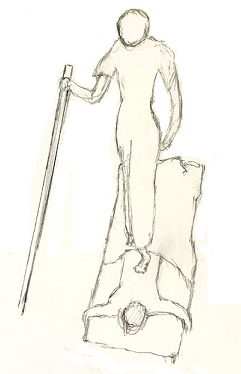
Kua Luaのイメージ

裸足で背中の上を歩き、筋肉をほぐすハワイの伝統療法。圧力のリズムと心地よいタッチが特徴で、リラクゼーション効果を生む。